# Deutsche Nordische Skimeisterschaften 1965
Die 48. Deutschen Nordischen Skimeisterschaften fanden vom 3. bis zum 7. Februar 1965 im baden-württembergischen Hinterzarten statt.
Die Sprungläufe wurden auf der Adlerschanze abgehalten, deren Konstruktionspunkt bei 73,5 Metern lag. Die Siegerehrungen wurden an der Kirchwiese durchgeführt. Die Laufstrecke war im Gebiet zwischen Titisee und dem Feldberg angelegt worden.
Die deutsche Meisterschaft im 50-km-Dauerlauf sowie der Staffelwettbewerb der Vereine wurden am Wochenende des 20. und 21. Februars 1965 in Braunlage veranstaltet. Neben dem Sieger der Nordischen Kombination erhielt auch der Gewinner des 50-km-Skimarathons den begehrten „Goldenen Ski“.

## Programm und Zeitplan

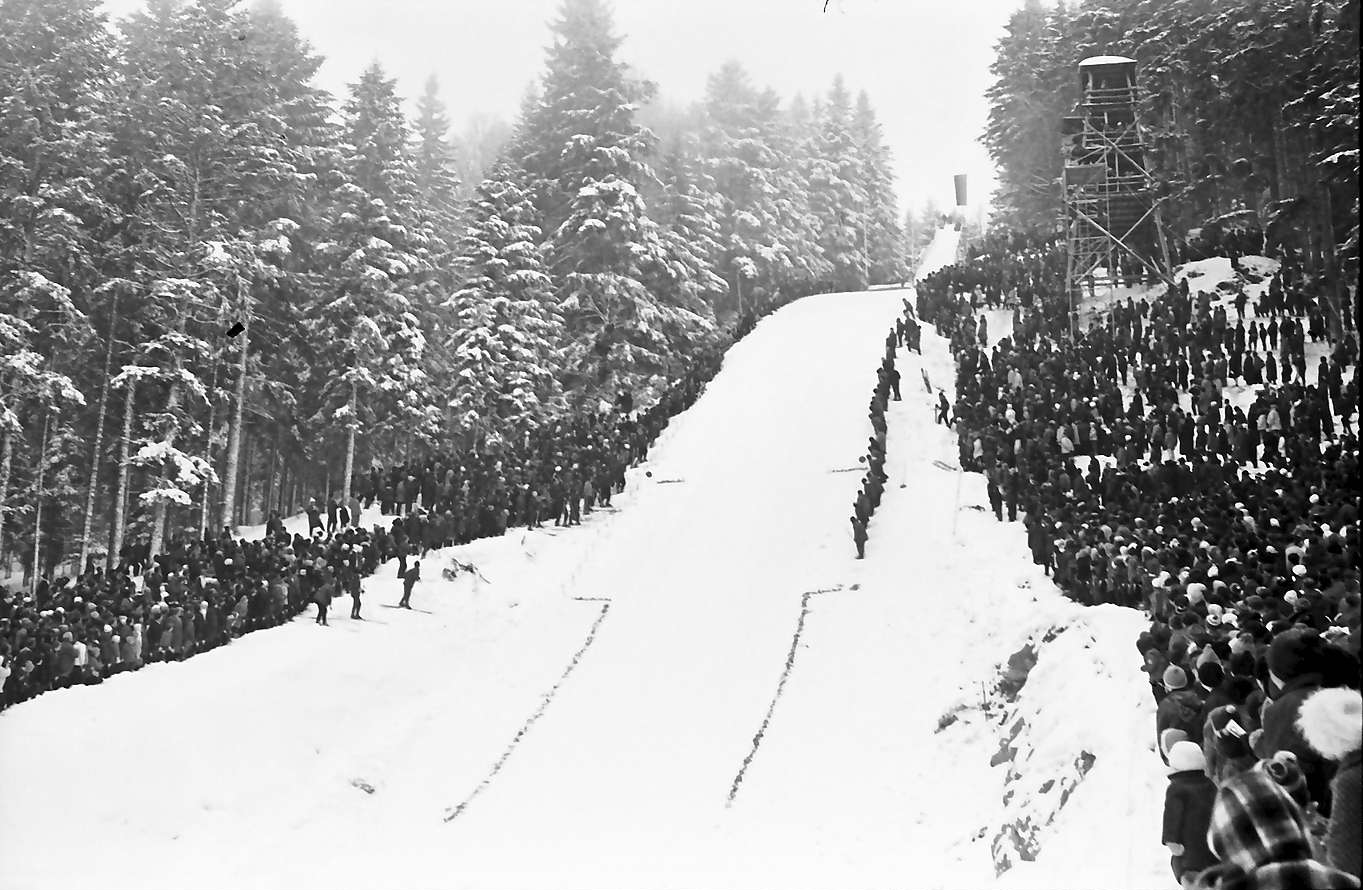
Adlerschanze Hinterzarten 1965

| Datum            | Uhrzeit | Ereignis                  | Geschlecht    |
| ---------------- | ------- | ------------------------- | ------------- |
| Mi., 3. Februar  | 09:00   | 30 km Langlauf            | Männer        |
| Do., 4. Februar  | 10:00   | 5 km Langlauf             | Frauen        |
| Do., 4. Februar  | 13:30   | Kombinationssprunglauf    | Männer        |
| Fr., 5. Februar  | 08:30   | 15 km Langlauf            | Männer        |
| Fr., 5. Februar  | 08:30   | Kombinationslanglauf      | Männer        |
| Fr., 5. Februar  | 10:30   | 3 × 5 km Staffellauf      | Frauen        |
| Sa., 6. Februar  | 09:00   | 4 × 10 km Staffellauf     | Männer        |
| Sa., 6. Februar  | 14:00   | Qualifikation Skispringen | Männer        |
| So., 7. Februar  | 13:30   | Skispringen               | Männer        |
| So., 7. Februar  | 17:30   | Siegerehrungen            | Männer/Frauen |
|                  |         |                           |               |
| Sa., 20. Februar |         | 4 × 10 km Staffellauf     | Männer        |
| So., 21. Februar |         | 50 km Langlauf            | Männer        |

## Skilanglauf

### Frauen

#### 5 km
| Platz | Name              | Verein     | Zeit (h)  |
| ----- | ----------------- | ---------- | --------- |
| 01    | Margit Scherer    | Isny       | 0:20:03,6 |
| 02    | Barbara Barthel   | Wunsiedel  | 0:20:29,4 |
| 03    | Michaela Endler   | Oberaudorf | 0:21:13,0 |
| 04    | Elisabeth Duffner | Schonach   | 0:21:17,2 |
| 05    | Ursula Döttinger  | Urach      | 0:21:25,9 |
| 06    | Monika Schniebert | Braunlage  | 0:21:46,1 |

Datum: Donnerstag, 4. Februar 1965
In Abwesenheit der Serienmeisterin Rita Czech-Blasl sicherte sich Margit Scherer ihren ersten Meistertitel. Sie gewann bei Temperaturen um den Gefrierpunkt und weicher Loipe vor Barbara Barthel und Michaela Endler. Mit 26 vorwiegend jungen Athletinnen war das Teilnehmerinnenfeld breit besetzt.

#### Verbandsstaffel
| Platz | Namen                                    | Verband           | Zeit (h) |
| ----- | ---------------------------------------- | ----------------- | -------- |
| 01    | Ursula Döttinger Raach Margit Scherer    | SSV (Schwaben)    | 0:58:12  |
| 02    | Bergmann Michaela Endler Barbara Barthel | BSV (Bayern)      | 0:59:30  |
| 03    | Ketterer Dohrer Elisabeth Duffner        | SVS (Schwarzwald) | 1:02:28  |

Datum: Freitag, 5. Februar 1965

Die Schwäbische Frauenstaffel konnte mit deutlichem Vorsprung den Wettbewerb über 3 × 5 km gewinnen. Mit dem Westdeutschen Skiverband belegte der Titelverteidiger den sechsten und letzten Platz.

### Männer

#### 15 km
| Platz | Name                 | Verein             | Zeit (h)  |
| ----- | -------------------- | ------------------ | --------- |
| 01    | Walter Demel         | SC Zwiesel         | 0:48:12,2 |
| 02    | Karl Buhl            | SC Sonthofen       | 0:50:20,0 |
| 03    | Alfons Dorner        | WSV Reit im Winkl  | 0:50:48,0 |
| 04    | Siegfried Weiß       | SZ Brend           | 0:51:21,4 |
| 05    | Georg Thoma          | SC Hinterzarten    | 0:51:23,2 |
| 06    | Helmut Steinebrunner | SC Schönau/Belchen | 0:51:33,6 |
| 07    | Herbert Steinbeißer  | SC Ruhpolding      | 0:51:39,0 |
| 08    | Anton Reiter         | WSV Reit im Winkl  | 0:52:24,6 |
| 09    | Edi Lengg            | WSV Reit im Winkl  | 0:52:30,0 |
| 10    | Xaver Kraus          | WSV Reit im Winkl  | 0:52:30,4 |

Datum: Freitag, 5. Februar 1965

Walter Demel war auch auf der 15-km-Loipe der schnellste Sportler und sicherte sich somit seinen zwölften Meistertitel. Die großen Zeitunterschiede in der Spitze lassen darauf schließen, dass lediglich Demel nach internationalen Maßstäben zur Spitzenklasse zählte. Es gingen 143 Athleten bei einer Temperatur von minus 3 Grad an den Start. Die hohe Zahl lässt sich dadurch erklären, dass sowohl die Kombinierer als auch die Speziallangläufer zeitgleich ihre 15 Kilometer absolvierten.

#### 30 km
| Platz | Name                 | Verein             | Zeit (h) |
| ----- | -------------------- | ------------------ | -------- |
| 01    | Walter Demel         | SC Zwiesel         | 1:31:22  |
| 02    | Karl Buhl            | SC Sonthofen       | 1:33:54  |
| 03    | Josef Niedermeier    | WSV Reit im Winkl  | 1:36:52  |
| 04    | Siegfried Weiß       | SZ Brend           | 1:37:50  |
| 05    | Alfons Dorner        | WSV Reit im Winkl  | 1:37:57  |
|       | Hans Broschey        | SC Pirmasens       | 1:37:57  |
| 07    | Jürgen Seifert       | SC Partenkirchen   | 1:38:15  |
| 08    | Helmut Steinebrunner | SC Schönau/Belchen | 1:38:24  |
| 09    | Peter Weiß           | SZ Brend           | 1:39:06  |
| 10    | Helmut Gerlach       | WSV Braunlage      | 1:39:37  |

Datum: Mittwoch, 3. Februar 1965

Den ersten Wettkampf der Deutschen Nordischen Skimeisterschaften 1965 konnte Walter Demel im Skilanglauf über 30 Kilometer für sich entscheiden. Der 29 Jahre alte Wachtmeister des Bundesgrenzschutzes holte sich damit seine bereits elfte deutsche Meisterschaft. Das Teilnehmerfeld bestand aus 83 Athleten, die es bei 5 Grad Celsius mit einer hoch gelobten Loipe zu tun hatten. Dabei bedeutete der hart gefrorene Schnee keine Wachsprobleme. Die große Überraschung des Rennens bildete Josef Niedermeier, der Dritter wurde und damit Siegfried Weiß auf den vierten Platz verwies.

#### 50 km
| Platz | Name                | Verein            | Zeit (h) |
| ----- | ------------------- | ----------------- | -------- |
| 01    | Walter Demel        | SC Zwiesel        | 2:55:18  |
| 02    | Karl Buhl           | SC Sonthofen      | 3:00:54  |
| 03    | Peter Weiß          | SZ Brend          | 3:02:05  |
| 04    | Xaver Kraus         | WSV Reit im Winkl | 3:05.13  |
| 05    | Herbert Steinbeißer | SC Ruhpolding     | 3:06:21  |
| 06    | Peter Uhlig         | SV Baiersbronn    | 3:06:44  |
| 07    | Siegfried Weiß      | SZ Brend          | 3:07:22  |
| 08    | Karl Lindner        | SC Willingen      | 3:08:38  |
| 09    | Karl Zellner        | SC Zwiesel        | 3:08:43  |
| 10    | Gersson Flaig       | SC Schonach       | 3:08:46  |

Datum: Sonntag, 21. Februar 1965

Mit mehr als fünf Minuten Vorsprung bewies Walter Demel erneut seine Dominanz im deutschen Skilanglauf. Der 29-jährige Bayer deklassierte die 73 Teilnehmer umfassende Konkurrenz und konnte erneut alle Einzeltitel der nordischen Skimeisterschaften gewinnen, obwohl er nach der ersten 16,5-Kilometer-Schleife noch 46 Sekunden Rückstand auf Karl Buhl hatte. In den Kampf um die Medaillenränge nicht eingreifen konnte Georg Thoma, der sich überraschend für den Wettkampf anmeldete und letztlich mit einer Zeit von 3:17:47 Stunden mehr als 22 Minuten hinter Demel ins Ziel kam. Die schwere Strecke befand sich im Gebiet des Silberteiches und der Hahnenkleeklippen.

#### Verbandsstaffel
| Platz | Namen                                                          | Verband             | Zeit (h) |
| ----- | -------------------------------------------------------------- | ------------------- | -------- |
| 01    | Alfons Dorner Herbert Steinbeißer Karl Buhl Walter Demel       | BSV I (Bayern)      | 2:23:20  |
| 02    | Johann Willmann Peter Weiß Siegfried Weiß Helmut Steinebrunner | SVS I (Schwarzwald) | 2:26:43  |
| 03    | Herbert Merkl Toni Reiter Xaver Kraus Edi Lengg                | BSV II (Bayern)     | 2:27:48  |

Datum: Samstag, 6. Februar 1965

Weitere Platzierungen:

4. Platz: Nordrhein-Westfalen I (2:30:07 h)

5. Platz: Bayern III (2:31:08 h)

6. Platz: Bayern IV (2:31:35 h)

Den 4-mal-10-Kilometer-Staffellauf gewann der Bayerische Skiverband. Mit 34:50,8 Minuten zeigte Walter Demel erneut die mit Abstand beste Einzelzeit.

#### Vereinsstaffel
| Platz | Namen                                           | Verband           | Zeit (h) |
| ----- | ----------------------------------------------- | ----------------- | -------- |
| 01    | Edi Lengg Toni Reiter Xaver Kraus Alfons Dorner | WSV Reit im Winkl | 2:29:48  |
| 02    | Schulz Karl Zellner Sepp Achatz Walter Demel    | SC Zwiesel        | 2:31:43  |
| 03    | Peter Weiß Feistle Dorer Siegfried Weiß         | SZ Brend          | 2:34:45  |

Datum: Samstag, 20. Februar 1965

Den 4-mal-10-Kilometer-Staffellauf gewann der WSV Reit im Winkl, der somit alle fünf bisherigen Austragungen der Vereinsstaffel gewinnen konnte. Es gingen 27 Mannschaften bei guten Schneebedingungen an den Start. Schnellster Einzelläufer war erwartungsgemäß Walter Demel mit einer Laufzeit von 35:30 Minuten.

## Nordische Kombination

### Einzel (K 73,5/15 km)
| Platz | Name               | Verein              | Laufzeit (min) | Gesamtpunkte |
| ----- | ------------------ | ------------------- | -------------- | ------------ |
| 01    | Georg Thoma        | SC Hinterzarten     | 51:23,2        | 495,42       |
| 02    | Eduard Lengg       | WSV Reit im Winkl   | 52:30,0        | 438,86       |
| 03    | Arthur Bodenmüller | SC Partenkirchen    | 52:47,0        | 430,32       |
| 04    | Axel Zerlaut       | WSV Isny            | 52:44,8        | 421,43       |
| 05    | Roman Weidel       | WSV Oberaudorf      | 54:19,0        | 419,20       |
| 06    | Horst Möhwald      | Skiclub Spitzingsee | 54:06,2        | 406,64       |

Datum: Freitag, 5. und Samstag, 6. Februar 1965

Die Meisterschaften der Nordischen Kombination wurden auf zwei Tage aufgeteilt, sodass der Sprunglauf am Freitag und der Langlauf am Samstag abgehalten wurden. Georg Thoma, der gerade erst von einer Rückenverletzung zurückgekehrt war, gewann zum achten Mal in Folge den „Goldenen Ski“. Bereits nach dem Sprunglauf schien ihm der Meistertitel nicht mehr zu nehmen, denn er rangierte nach Sprüngen auf 76 und 77,5 Metern bei 32 Teilnehmern auf dem zweiten Platz hinter dem Spezialspringer Heini Ihle, der bei seinen drei Versuchen Weiten von 77, 78 und 80 Metern erzielte. Der Mannheimer Wolfgang Schüller (73, 74 m) folgte nach dem Springen auf dem dritten Platz. Im Langlauf ließ Thoma schließlich keine Zweifel an seinem Sieg aufkommen und erzielte nicht nur die beste Kombinationslaufzeit, sondern wurde darüber hinaus sogar Fünfter bei den Skilangläufern.

## Skispringen

### Großschanze
| Platz | Name              | Ort           | Weite 1 | Weite 2 | Punkte |
| ----- | ----------------- | ------------- | ------- | ------- | ------ |
| 01    | Heini Ihle        | Oberstdorf    | 80,0 m  | 80,0 m  | 228,1  |
| 02    | Georg Thoma       | Hinterzarten  | 78,5 m  | 78,5 m  | 225,5  |
| 03    | Franz Keller      | Nesselwang    | 78,0 m  | 78,5 m  | 224,7  |
| 04    | Henrik Ohlmeyer   | Bischofsgrün  | 78,5 m  | 76,5 m  | 219,4  |
| 05    | Helmut Kurz       | Berchtesgaden | 77,0 m  | 73,0 m  | 212,4  |
| 06    | Oswald Schinze    | Meinerzhagen  | 78,5 m  | 77,0 m  | 212,3  |
| 07    | Hias Winkler      | Partenkirchen | 73,0 m  | 73,5 m  | 200,0  |
| 08    | Konrad Namberger  | Traunstein    | 71,5 m  | 72,0 m  | 195,1  |
| 09    | Helmut Reichertz  | Braunlage     | 70,5 m  | 71,5 m  | 193,0  |
| 10    | Wolfgang Schüller | Mannheim      | 72,0 m  | 69,0 m  | 191,0  |

Datum: Sonntag, 7. Februar 1965

Deutscher Meister wurde der 23-jähriger Oberstdorfer Heini Ihle, der damit seine Vorrangstellung bestätigte, die er sich im bisherigen Saisonverlauf erarbeitet hatte. Er kam zweimal auf 80 Meter und verfehlte damit den Schanzenrekord jeweils nur um einen Meter. Der Nordische Kombinierer Georg Thoma wurde Zweiter vor dem Schanzenrekordhalter Franz Keller aus Nesselwang. Das Springen fand vor 15.000 Zuschauern statt. Der Wettbewerb stand im Schatten des Sturzes von Axel Zerlaut, der am Samstag beim Training die Kontrolle verlor und dabei mit dem Kopf auf seinen Ski aufgeschlagen war. Letztendlich konnte der DSV Entwarnung geben, sodass Zehrlaut außer einer Gehirnerschütterung keine weiteren Schäden genommen hat.